# Phlebonotus anomalus
Phlebonotus anomalus är en kackerlacksart som beskrevs av Henri Saussure 1863. Phlebonotus anomalus ingår i släktet Phlebonotus och familjen jättekackerlackor. Inga underarter finns listade i Catalogue of Life.